# Justin Theroux
Justin Paul Theroux (* 10. srpna 1971 Washington, D.C.) je americký herec, režisér a scenárista. První filmovou roli si zahrál ve filmu Střelila jsem Andyho Warhola v roce 1996. V pozdějších letech se objevil například ve snímcích Americké psycho (2000), Baba na zabití (2003) a Tohle je ráj (2012). Režisér David Lynch jej obsadil v mysteriozních dramatech Mulholland Drive (2001) a Inland Empire (2006).
Mimo hereckou kariéru se také věnuje psaní scénářů. Stal se jejich autorem pro filmy Tropická bouře (2008) či Iron Man 2 (2010). Od roku 2011 žije s herečkou Jennifer Anistonovou.